# 4e cérémonie des Screen Actors Guild Awards
La 4e cérémonie des Screen Actors Guild Awards, décernés par la Screen Actors Guild, a eu lieu le 8 mars 1998, et a récompensé les acteurs et actrices du cinéma et de la télévision ayant tourné en 1997.

## Palmarès et nominations

### Cinéma

#### Meilleur acteur dans un premier rôle
- Jack Nicholson pour le rôle de Melvin Udall dans Pour le pire et pour le meilleur (As Good as It Gets)
  - Matt Damon pour les rôles de Will Hunting dans Will Hunting (Good Will Hunting)
  - Robert Duvall pour le rôle d'Euliss "Sonny" Dewey dans Le Prédicateur (The Apostle)
  - Peter Fonda pour le rôle d'Ulysses "Ulee" Jackson dans L'Or de la vie (Ulee's Gold)
  - Dustin Hoffman pour le rôle de Stanley Motss dans Des hommes d'influence (Wag the Dog)

#### Meilleure actrice dans un premier rôle
- Helen Hunt pour le rôle de Carol Connelly dans Pour le pire et pour le meilleur (As Good as It Gets)
  - Helena Bonham Carter pour le rôle de Kate Croy dans Les Ailes de la colombe (The Wings of the Dove)
  - Judi Dench pour le rôle de la Reine Victoria dans La Dame de Windsor (Mrs. Brown)
  - Pam Grier pour le rôle de Jackie Brown dans Jackie Brown
  - Kate Winslet pour le rôle de Rose DeWitt Bukater dans Titanic
  - Robin Wright pour le rôle de Maureen Murphy Quinn dans She's So Lovely

#### Meilleur acteur dans un second rôle
- Robin Williams pour le rôle de Sean Maguire dans Will Hunting (Good Will Hunting)
  - Billy Connolly pour le rôle de John Brown dans La Dame de Windsor (Mrs. Brown)
  - Anthony Hopkins pour le rôle de John Quincy Adams dans Amistad
  - Greg Kinnear pour le rôle de Simon Bishop dans Pour le pire et pour le meilleur (As Good as It Gets)
  - Burt Reynolds pour le rôle de Jack Horner dans Boogie Nights

#### Meilleure actrice dans un second rôle
- Kim Basinger pour le rôle de Lynn Bracken dans L.A. Confidential
- Gloria Stuart pour le rôle de Rose Calvert dans Titanic
  - Minnie Driver pour le rôle de Skylar dans Will Hunting (Good Will Hunting)
  - Alison Elliott pour le rôle de Millie Theale dans Les Ailes de la colombe (The Wings of the Dove)
  - Julianne Moore pour le rôle d'Amber Waves dans Boogie Nights

#### Meilleure distribution
- The Full Monty - Le Grand Jeu (The Full Monty) – Mark Addy, Paul Barber, Robert Carlyle, Deirdre Costello, Steve Huison, Bruce Jones, Lesley Sharp, Wim Snape, Hugo Speer, Tom Wilkinson et Emily Woof
  - Boogie Nights
  - L.A. Confidential
  - Titanic
  - Will Hunting (Good Will Hunting)

### Télévision
Note : le symbole « ♕ » rappelle le gagnant de l'année précédente (si nomination).

#### Meilleur acteur dans une série dramatique
- Anthony Edwards pour le rôle du Dr Mark Greene dans Urgences (ER)
  - David Duchovny pour le rôle de Fox Mulder dans X-Files : Aux frontières du réel (The X-Files)
  - Dennis Franz pour le rôle d'Andy Sipowicz dans New York Police Blues (NYPD Blue) ♕
  - Jimmy Smits pour le rôle de Bobby Simone dans New York Police Blues (NYPD Blue)
  - Sam Waterston pour le rôle de Jack McCoy dans New York, police judiciaire (Law & Order)

#### Meilleure actrice dans une série dramatique
- Julianna Margulies pour le rôle du Dr Carol Hathaway dans Urgences (ER) ♕
  - Gillian Anderson pour le rôle de Dana Scully dans X-Files : Aux frontières du réel (The X-Files)
  - Kim Delaney pour le rôle de Diane Russell dans New York Police Blues (NYPD Blue)
  - Christine Lahti pour le rôle de Kathryn Austin dans La Vie à tout prix (Chicago Hope)
  - Della Reese pour le rôle de Tess dans Les Anges du bonheur (Touched by an Angel)

#### Meilleure distribution pour une série dramatique
- Urgences (ER) ♕
  - New York, police judiciaire (Law & Order)
  - New York Police Blues (NYPD Blue)
  - La Vie à tout prix (Chicago Hope)
  - X-Files : Aux frontières du réel (The X-Files)

#### Meilleur acteur dans une série comique
- John Lithgow pour le rôle de Dick Solomon dans Troisième planète après le Soleil (3rd Rock from the Sun) ♕
  - Jason Alexander pour le rôle de George Costanza dans Seinfeld
  - Kelsey Grammer pour le rôle de Frasier Crane dans Frasier
  - David Hyde Pierce pour le rôle de Niles Crane dans Frasier
  - Michael Richards pour le rôle de Cosmo Kramer dans Seinfeld

#### Meilleure actrice dans une série comique
- Julia Louis-Dreyfus pour le rôle d'Elaine Benes dans Seinfeld ♕
  - Kirstie Alley pour le rôle de Veronica Chase dans Les Dessous de Veronica (Veronica's Closet)
  - Ellen DeGeneres pour le rôle d'Ellen Morgan dans Ellen
  - Calista Flockhart pour le rôle d'Ally McBeal dans Ally McBeal
  - Helen Hunt pour le rôle de Jamie Buchman dans Dingue de toi (Mad About You)

#### Meilleure distribution pour une série comique
- Seinfeld ♕
  - Frasier
  - Ally McBeal
  - Dingue de toi (Mad About You)
  - Troisième planète après le Soleil (3rd Rock from the Sun)

#### Meilleur acteur dans un téléfilm ou dans une minisérie
- Gary Sinise pour le rôle de George Wallace dans George Wallace
  - Jack Lemmon pour le rôle du Juré n°8 dans Douze hommes en colère (12 Angry Men)
  - Sidney Poitier pour le rôle de Nelson Mandela dans Mandela and de Klerk
  - Ving Rhames pour le rôle de Don King dans Don King: Only in America
  - George C. Scott pour le rôle du Juré n°3 dans Douze hommes en colère (12 Angry Men)

#### Meilleure actrice dans un téléfilm ou dans une minisérie
- Alfre Woodard pour le rôle d'Eunice Evers dans Miss Evers' Boys
  - Glenn Close pour le rôle de Janet dans In the Gloaming
  - Faye Dunaway pour le rôle de Phyllis Gold dans The Twilight of the Golds
  - Sigourney Weaver pour le rôle de Lady Claudia Hoffman dans Blanche-Neige : Le Plus Horrible des contes (Snow White: A Tale of Terror)
  - Mare Winningham pour le rôle de Lurleen Wallace dans George Wallace

### Screen Actors Guild Life Achievement Award
- Elizabeth Taylor

## Récompenses et nominations multiples

### Nominations multiples

#### Cinéma
4 : Will Hunting
3 : Pour le pire et pour le meilleur, Titanic, Boogie Nights
2 : Les Ailes de la colombe, La Dame de Windsor, L.A. Confidential

#### Télévision
4 : New York Police Blues, Seinfeld
3 : Urgences, X-Files : Aux frontières du réel
2 : New York, police judiciaire, La Vie à tout prix, Troisième planète après le Soleil, Frasier, Ally McBeal, Dingue de toi, George Wallace

### Récompenses multiples

#### Cinéma
2/3 :Pour le pire et pour le meilleur

#### Télévision
3/3 : Urgences
2/4 : Seinfeld